# Velesnica
Velesnica (kyrillisch: Велесница) ist ein Dorf in der Opština Kladovo und im Bezirk Bor im Osten Serbiens. 

## Einwohner
Die Volkszählung 2002 (Eigennennung) ergab, dass 265 Personen im Dorf leben.
Weitere Volkszählungen:
- 1948: 677
- 1953: 723
- 1961: 751
- 1971: 747
- 1981: 795
- 1991: 668